# George King (cestista 1928)
George Smith King jr. (Charleston, 16 agosto 1928 – Naples, 5 ottobre 2006) è stato un cestista e allenatore di pallacanestro statunitense, professionista nella NBA.

## Carriera
Venne selezionato dai Chicago Stags all'ottavo giro del Draft NBA 1950 (87ª scelta assoluta).

## Palmarès

### Giocatore
- Campionato NBA: 1

Syracuse Nationals: 1955